# Mehrfamilienhaus Neue Reihe 41 und 42

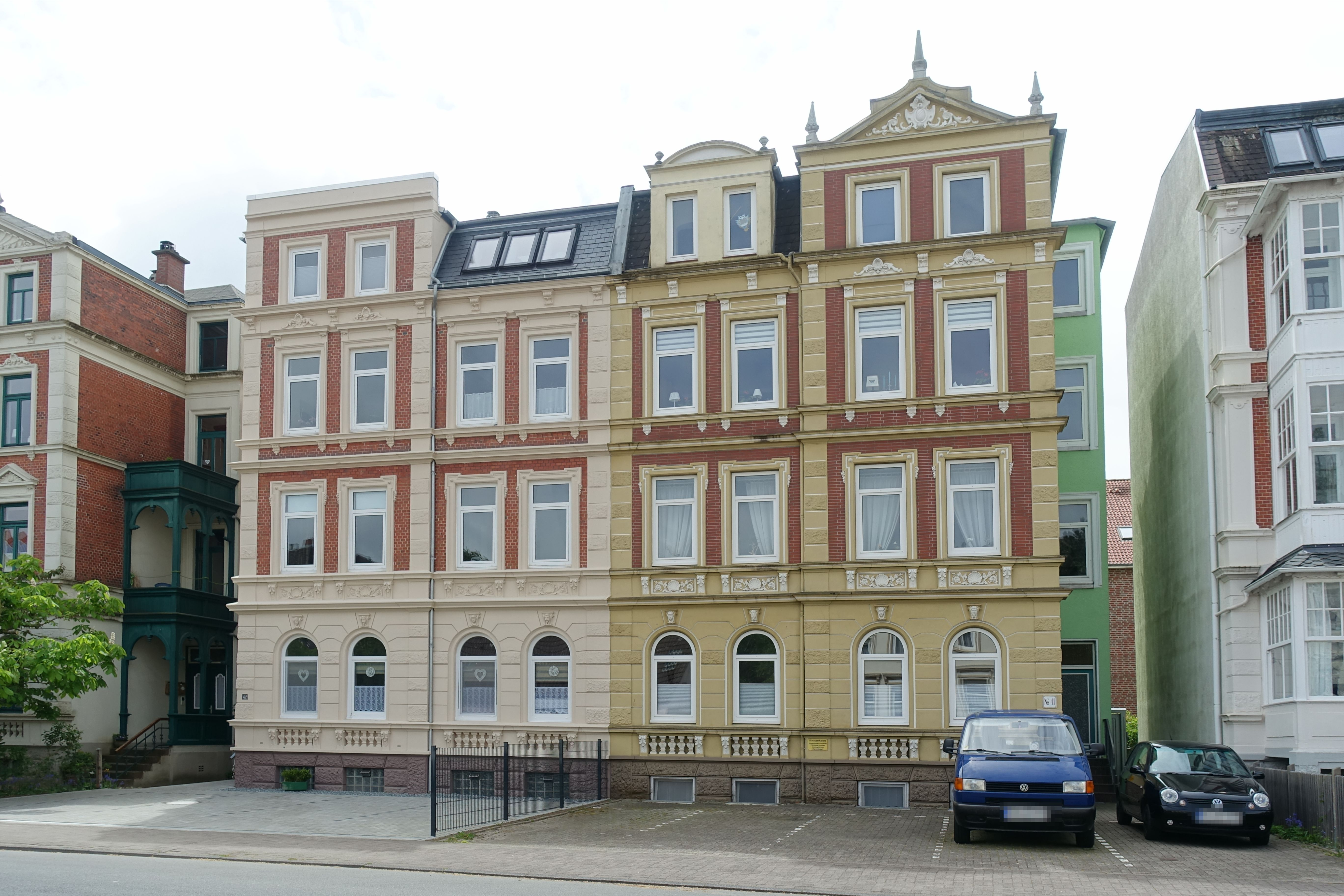
Neue Reihe 41 und 42

Das Mehrfamilienhaus Neue Reihe 41 und 42, südlich des Seedeiches, in der niedersächsischen Kreisstadt Cuxhaven im Landkreis Cuxhaven stammt vom Ende des 19. Jahrhunderts.
Aktuell (2024) wird es durch Wohnungen genutzt.
Das Gebäude steht unter Denkmalschutz (siehe auch Liste der Baudenkmale in Cuxhaven).

## Geschichte und Beschreibung
Eine Gruppe von vierzehn unterschiedlichen ein- bis viergeschossigen (im Westen) Wohnbauten in Backstein entstand von 1898 bis 1902 und 1908 an der der Südseite der Neuen Reihe mit den Nr. 39 bis 50.
Nr. 41: Das dreigeschossige traufständige verputzte und verklinkerte Gebäude auf einem Keller, teils mit Mansarddach, mit viergeschossigem Seitenrisalit (hier mit klassizistischem Giebel) und vermutlich späterem Dachhaus wurde um 1898 gebaut. Die Straßenfassade wurde im Erdgeschoss gestaltet mit Putzelementen als Scheinquaderung und rundbogigen Fenstern sowie in den Obergeschossen mit Fenster- und Türrahmungen, zwei geschossteilende Gesimsbänder sowie dem Traufgesims. Der seitliche Eingang ist zurückversetzt.
Nr. 42: Das direkt anschließende Haus gleicht spiegelbildlich der Nr. 41. jedoch ohne das Dachhaus und mit einer Attika über dem Risalit.
Das Landesdenkmalamt befand u. a.: „… Einheitlich ist die Gestaltung als verputzte Massivbauten mit barockisierendem Putzdekor, manchmal sind Teile der Straßenfassaden auch backsteinsichtig gestaltet.“